# Schuster
Schuster je priimek več osebnosti:
- Klaus Schuster (*1963), avstrijski avtor strokovnih knjig, upravni svetovalec in nekdanji menedžer
- Hans-Emil Schuster (*1934), nemški astronom
- Stefanie Schuster (*1969), avstrijska alpska smučarka
- Rudolf Schuster (*1934), slovaški politik
- Arthur Schuster (1851–1934), britanski fizik